# Lecithophyllum botryophorum
Lecithophyllum botryophorum är en plattmaskart. Lecithophyllum botryophorum ingår i släktet Lecithophyllum och familjen Hemiuridae. Inga underarter finns listade i Catalogue of Life.